# Jerry Penacoli
Jerry Penacoli (9 juillet 1956) est un acteur et réalisateur américain.

## Filmographie

### Acteur
- 1987 : Attitudes (série TV) : Host
- 1968 : On ne vit qu'une fois ("One Life to Live") (série TV) : Fergus (1991)
- 1992 : Santa Barbara ("Santa Barbara") (série TV) : Jerry Hernandez
- 1993 : Precious Victims (TV) : Charles Bosworth
- 1994 : Roseanne and Tom: Behind the Scenes (TV) : Field Reporter
- 1995 : L'Invasion des abeilles tueuses (Deadly Invasion: The Killer Bee Nightmare) (TV) : Newscaster
- 1996 : Pâques sanglantes (Seduced by Madness: The Diane Borchardt Story) (TV) : Reporter
- 1989 : Hard Copy (série TV) : Reporter (1996-1999)
- 1996 : Amour, Gloire et Beauté ("The Bold and the Beautiful") (série TV) : Christian Kramer
- 1998 : Legalese (TV) : Hard Copy Voice Over (voix)
- 1999 : DreamMaker (série TV) : Warm-up and Announcer
- 1999 : Galaxy Quest : Reporter
- 2000 : Amour, piments et bossa nova (Woman on Top) : Tom Kelly
- 1965 : Des jours et des vies ("Days of Our Lives") (série TV) : Miles Malloy (2000)
- 2001 : Separate Ways : Frank Winters
- 2004 : Quality Time : Dave the Anchorman
- 2004 : Les Petits Braqueurs (Catch That Kid) : Reporter Four
- 2019 : Virtual Games (Max Winslow and the House of Secrets) de Sean Olson (en)

### Réalisateur
- 1989 : Hard Copy (série TV)